# Graduate Texts in Mathematics
Pour les articles homonymes, voir GTM.
Graduate Texts in Mathematics (GTM) est une collection de manuels de mathématiques de niveau troisième cycle éditée par Springer-Verlag. Comme dans les autres collections mathématiques de Springer, ces livres sont jaunes et de format standard (avec un nombre de pages variable). Ils se distinguent par une bande blanche dans la partie supérieure de la couverture.
Les responsables éditoriaux sont Sheldon Axler et Kenneth Ribet.

## Liste de volumes
- 1. Introduction to Axiomatic Set Theory, Gaisi Takeuti et Wilson M. Zaring, 1981  (ISBN 978-0-387-90024-7)
- 2. Measure and Category, John C. Oxtoby, 1980  (ISBN 978-0-387-90508-2)
- 3. Topological Vector Spaces, H. H. Schaefer (de) et M. P. Wolff, 1999  (ISBN 978-0-387-98726-2)
- 4. A Course in Homological Algebra, Peter Hilton et Urs Stammbach (de), 1997  (ISBN 978-0-387-94823-2)
- 5. Categories for the Working Mathematician, Saunders Mac Lane [détail de l’édition]
- 6. Projective Planes, Daniel R. Hughes et Fred C. Piper, 1982  (ISBN 978-3-540-90043-6)
- 7. A Course in Arithmetic, Jean-Pierre Serre [détail de l’édition]
- 8. Axiomatic Set Theory, Gaisi Takeuti et Wilson M. Zaring, 1973  (ISBN 978-3-540-90050-4)
- 9. Introduction to Lie Algebras and Representation Theory, James E. Humphreys, 1997  (ISBN 978-0-387-90053-7)
- 10. A Course in Simple-Homotopy Theory, Marshall M. Cohen, 1973  (ISBN 0-387-90056-X)
- 11. Functions of One Complex Variable I, John B. Conway (en), 1995  (ISBN 978-0-387-90328-6)
- 12. Advanced Mathematical Analysis, Richard Beals, 1973  (ISBN 978-0-387-90065-0)
- 13. Rings and Categories of Modules, Frank W. Anderson et Kent R. Fuller, 1992  (ISBN 978-0-387-97845-1)
- 14. Stable Mappings and Their Singularities, Marty Golubitsky et Victor Guillemin, 1974  (ISBN 978-0-387-90072-8)
- 15. Lectures in Functional Analysis and Operator Theory, Sterling K. Berberian, 1974  (ISBN 978-0-387-90080-3)
- 16. The Structure of Fields, David J. Winter, 1974  (ISBN 978-3-540-90074-0)
- 17. Random Processes, Murray Rosenblatt (en), 1974  (ISBN 978-0-387-90085-8)
- 18. Measure Theory, Paul R. Halmos, 1974  (ISBN 978-0-387-90088-9)
- 19. A Hilbert Space Problem Book, Paul R. Halmos, 1982  (ISBN 978-0-387-90685-0)
- 20. Fibre Bundles, Dale Husemöller (de), 1994  (ISBN 978-0-387-94087-8)
- 21. Linear Algebraic Groups, James E. Humphreys, 1998  (ISBN 978-0-387-90108-4)
- 22. An Algebraic Introduction to Mathematical Logic, Donald W. Barnes et John M. Mack, 1975  (ISBN 978-0-387-90109-1)
- 23. Linear Algebra, Werner H. Greub, 1981  (ISBN 978-0-387-90110-7)
- 24. Geometric Functional Analysis and Its Applications, Richard B. Holmes, 1975  (ISBN 978-0-387-90136-7)
- 25. Real and Abstract Analysis, Edwin Hewitt et Karl Stromberg, 1975  (ISBN 978-0-387-90138-1)
- 26. Algebraic Theories, Ernest G. Manes, 1976  (ISBN 978-3-540-90140-2)
- 27. General Topology, John L. Kelley, 1975  (ISBN 978-0-387-90125-1)
- 28. Commutative Algebra I, Oscar Zariski et Pierre Samuel, 1975  (ISBN 978-0-387-90089-6)
- 29. Commutative Algebra II, Oscar Zariski et Pierre Samuel, 1975  (ISBN 978-0-387-90171-8)
- 30. Lectures in Abstract Algebra I: Basic Concepts, Nathan Jacobson, 1976  (ISBN 978-0-387-90181-7)
- 31. Lectures in Abstract Algebra II: Linear Algebra, Nathan Jacobson, 1984  (ISBN 978-0-387-90123-7)
- 32. Lectures in Abstract Algebra III: Theory of Fields and Galois Theory, Nathan Jacobson, 1976  (ISBN 978-0-387-90168-8)
- 33. Differential Topology, Morris W. Hirsch [détail des éditions]
- 34. Principles of Random Walk, Frank Spitzer, 2001  (ISBN 978-0-387-95154-6)
- 35. Several Complex Variables and Banach Algebras, Herbert Alexander et John Wermer, 1998  (ISBN 978-3-540-90160-0)
- 36. Linear Topological Spaces, John L. Kelley et Isaac Namioka, 1982  (ISBN 978-0-387-90169-5)
- 37. Mathematical Logic, J. Donald Monk, 1976  (ISBN 978-0-387-90170-1)
- 38. Several Complex Variables, H. Grauert et K. Fritzsche, 1976  (ISBN 978-0-387-90172-5)
- 39. An Invitation to C*-Algebras, William Arveson (en), 1976  (ISBN 978-0-387-90176-3)
- 40. Denumerable Markov Chains, John George Kemeny, J. Laurie Snell (de), Anthony W. Knapp et D. S. Griffeath, 1976  (ISBN 978-0-387-90177-0)
- 41. Modular Functions and Dirichlet Series in Number Theory, Tom M. Apostol, 1989, 2e éd.  (ISBN 978-0-387-97127-8)
- 42. Linear Representations of Finite Groups, Jean-Pierre Serre [détail des éditions]
- 43. Rings of Continuous Functions, Leonard Gillman (en) et Meyer Jerison, 1976  (ISBN 978-0-387-90198-5)
- 44. Elementary Algebraic Geometry, Keith Kendig, 1977  (ISBN 978-0-387-90199-2)
- 45. Probability Theory I, M. Loève, 1977, 4e éd.  (ISBN 978-0-387-90210-4)
- 46. Probability Theory II, M. Loève, 1978, 4e éd.  (ISBN 978-0-387-90262-3)
- 47. Geometric Topology in Dimensions 2 and 3, Edwin E. Moise, 1977  (ISBN 978-0-387-90220-3)
- 48. General Relativity for Mathematicians, R. K. Sachs et H. Wu, 1983  (ISBN 978-0-387-90218-0)
- 49. Linear Geometry, K. W. Gruenberg et A. J. Weir, 2010  (ISBN 978-0-387-90227-2)
- 50. Fermat's Last Theorem: A Genetic Introduction to Algebraic Number Theory, Harold M. Edwards, 2000  (ISBN 978-0-387-90230-2), aperçu sur Google Livres
- 51. A Course in Differential Geometry, Wilhelm Klingenberg, 1983  (ISBN 978-0-387-90255-5)
- 52. Algebraic Geometry (en), Robin Hartshorne [détail des éditions]
- 53. A Course in Mathematical Logic for Mathematicians, Yu. I. Manin et Boris Zilber, 2009  (ISBN 978-1-4419-0614-4)
- 54. Combinatorics with Emphasis on the Theory of Graphs, Mark E. Watkins et Jack E. Graver, 1977  (ISBN 978-0-387-90245-6)
- 55. Introduction to Operator Theory I: Elements of Functional Analysis, Arlen Brown et Carl Pearcy, 1977  (ISBN 978-0-387-90257-9)
- 56. Algebraic Topology: An Introduction, William S. Massey, 1977  (ISBN 978-0-387-90271-5)
- 57. Introduction to Knot Theory, Richard H. Crowell et Ralph H. Fox, 1977  (ISBN 978-0-387-90272-2)
- 58. p-adic Numbers, p-adic Analysis, and Zeta-Functions, Neal Koblitz, 1984  (ISBN 978-0-387-96017-3)
- 59. Cyclotomic Fields, Serge Lang, 1978  (ISBN 978-0-387-90307-1)
- 60. Mathematical Methods of Classical Mechanics, V. I. Arnold, A. Weinstein et K. Vogtmann, 1989  (ISBN 978-0-387-96890-2)
- 61. Elements of Homotopy Theory, George W. Whitehead
- 62. Fundamentals of the Theory of Groups, M. Kargapolov et Yu. Merzliakov
- 63. Graph Theory, Béla Bollobás
- 64. Fourier Series – A Modern Introduction I, R. E. Edwards
- 65. Differential Analysis on Complex Manifolds, R. O. Wells Jr.
- 66. Introduction to Affine Group Schemes, W. C. Waterhouse
- 67. Local Fields, Jean-Pierre Serre [détail des éditions]
- 68. Linear Operators on Hilbert Spaces, J. Weidmann
- 69. Cyclotomic Fields II, Serge Lang
- 70. Singular Homology Theory, William S. Massey
- 71. Riemann Surfaces, Hershel Farkas (de) et Irwin Kra
- 72. Classical Topology and Combinatorial Group Theory, John Stillwell
- 73. Algebra, Thomas W. Hungerford (en)
- 74. Multiplicative Number Theory, Harold Davenport et Hugh Montgomery
- 75. Basic Theory of Algebraic Groups and Lie Algebras, G. P. Hochschild
- 76. Algebraic Geometry, S. Iitaka
- 77. Lectures on the Theory of Algebraic Numbers, Erich Hecke
- 78. A Course in Universal Algebra, Stanley Burris et H. P. Sankappanavar [lire en ligne]
- 79. An Introduction to Ergodic Theory, Peter Walters
- 80. A Course in the Theory of Groups, Derek J. S. Robinson (de)
- 81. Lectures on Riemann Surfaces, Otto Forster (de)
- 82. Differential Forms in Algebraic Topology, Raoul Bott et Loring W. Tu
- 83. Introduction to Cyclotomic Fields, Lawrence C. Washington
- 84. A Classical Introduction to Modern Number Theory, Kenneth Ireland et Michael Rosen, 1982 (2e éd. 1992)  (ISBN 978-0-38797329-6)
- 85. Fourier Series – A Modern Introduction II, R. E. Edwards
- 86. Introduction to Coding Theory, J. H. van Lint, 3e éd. 1998  (ISBN 3-540-64133-5)
- 87. Cohomology of Groups, Kenneth S. Brown
- 88. Associative Algebras, Richard S. Pierce [lire en ligne]
- 89. Introduction to Algebraic and Abelian Functions, Serge Lang
- 90. An Introduction to Convex Polytopes, Arne Brondsted
- 91. The Geometry of Discrete Groups, Alan Frank Beardon
- 92. Sequences and Series in Banach Spaces, Joseph Diestel
- 93. Modern Geometry - Methods and Applications I, B. A. Dubrovin (de), A. T. Fomenko et S. P. Novikov [détail des éditions]
- 94. Foundations of Differentiable Manifolds and Lie Groups, Frank W. Warner (de)
- 95. Probability, A. N. Shiryaev ; Probability-2, 3e édition, 2019  (ISBN 978-0-387-72207-8)
- 96. A Course in Functional Analysis, John B. Conway, 1990,  (ISBN 978-0-387-97245-9)
- 97. Introduction to Elliptic Curves and Modular Forms, Neal Koblitz [détail des éditions]
- 98. Representations of Compact Lie Groups, Theodor Bröcker et Tammo tom Dieck
- 99. Finite Reflection Groups, L. C. Grove et C. T. Benson
- 100. Harmonic Analysis on Semigroups, Christian Berg, Jens Peter Reus Christensen et Paul Ressel
- 101. Galois Theory, Harold M. Edwards
- 102. Lie Groups, Lie Algebras, and Their Representations, V. S. Varadarajan (en)
- 103. Complex Analysis, Serge Lang
- 104. Modern Geometry - Methods and Applications II, B. A. Dubrovin, A. T. Fomenko et S. P. Novikov
- 105. SL2(R), Serge Lang
- 106. The Arithmetic of Elliptic Curves, Joseph H. Silverman
- 107. Applications of Lie Groups to Differential Equations, Peter J. Olver
- 108. Holomorphic Functions and Integral Representations in Several Complex Variables, R. Michael Range
- 109. Univalent Functions and Teichmüller Spaces, Olli Lehto
- 110. Algebraic Number Theory, Serge Lang
- 111. Elliptic Curves, Dale Husemöller
- 112. Elliptic Functions, Serge Lang
- 113. Brownian Motion and Stochastic Calculus, Ioannis Karatzas et Steven E. Shreve
- 114. A Course in Number Theory and Cryptography, Neal Koblitz [détail des éditions]
- 115. Differential Geometry, Marcel Berger et Bernard Gostiaux [détail des éditions]
- 116. Measure and Integral, John L. Kelley et T. P. Srinivasan
- 117. Algebraic Groups and Class Fields, Jean-Pierre Serre
- 118. Analysis Now, Gert K. Pedersen
- 119. An Introduction to Algebraic Topology, Joseph J. Rotman (en), aperçu sur Google Livres
- 120. Weakly Differentiable Functions, William P. Ziemer
- 121. Cyclotomic Fields I-II, Serge Lang et Karl Rubin
- 122. Theory of Complex Functions, Reinhold Remmert
- 123. Numbers, H.-D. Ebbinghaus (de), H. Hermes (de), F. Hirzebruch et al.
- 124. Modern Geometry - Methods and Applications III, B. A. Dubrovin, A. T. Fomenko et S. P. Novikov, 1990  (ISBN 978-0-387-97271-8)
- 125. Complex Variables, Carlos A. Berenstein et Roger Gay
- 126. Linear Algebraic Groups, Armand Borel, 1991
- 127. A Basic Course in Algebraic Topology, William S. Massey, 1991  (ISBN 978-0-387-97430-9)
- 128. Partial Differential Equations, Jeffrey Rauch
- 129. Representation Theory, William Fulton et Joe Harris [détail des éditions]
- 130. Tensor Geometry, C. T. J. Dodson et T. Poston
- 131. A First Course in Noncommutative Rings, T. Y. Lam
- 132. Iteration of Rational Functions, Alan F. Beardon
- 133. Algebraic Geometry, Joe Harris
- 134. Coding and Information Theory, Steven Roman (en)
- 135. Advanced Linear Algebra, Steven Roman
- 136. Algebra, William A. Adkins et Steven H. Weintraub
- 137. Harmonic Function Theory, Sheldon Axler, Paul Bourdon et Wade Ramey
- 138. A Course in Computational Algebraic Number Theory, Henri Cohen, 2013 (1re éd. 1993)  (ISBN 978-3-66202945-9), aperçu sur Google Livres
- 139. Topology and Geometry, Glen E. Bredon (en) [détail des éditions]
- 140. Optima and Equilibria, Jean-Pierre Aubin
- 141. Gröbner Bases, Thomas Becker et Volker Weispfenning
- 142. Real and Functional Analysis, Serge Lang, 1993  (ISBN 978-0-387-94001-4)
- 143. Measure Theory, J. L. Doob
- 144. Noncommutative Algebra, Benson Farb et R. Keith Dennis
- 145. Homology Theory, James W. Vick
- 146. Computability, Douglas S. Bridges
- 147. Algebraic K-Theory and Its Applications, Jonathan Rosenberg
- 148. An Introduction to the Theory of Groups, Joseph J. Rotman, aperçu sur Google Livres
- 149. Foundations of Hyperbolic Manifolds, John G. Ratcliffe, 3e édition 2019  (ISBN 978-3-030-31596-2)
- 150. Commutative Algebra with a View Toward Algebraic Geometry, David Eisenbud
- 151. Advanced Topics in the Arithmetic of Elliptic Curves, Joseph H. Silverman
- 152. Lectures on Polytopes, Günter M. Ziegler
- 153. Algebraic Topology, William Fulton
- 154. An Introduction to Analysis, Allen Brown et Carl Pearcy
- 155. Quantum Groups, Christian Kassel
- 156. Classical Descriptive Set Theory, Alexander S. Kechris
- 157. Integration and Probability, Paul Malliavin
- 158. Field Theory, Steven Roman
- 159. Functions of One Complex Variable II, John B. Conway
- 160. Differential and Riemannian Manifolds, Serge Lang
- 161. Polynomials and Polynomial Inequalities, Peter Borwein et Tamás Erdélyi
- 162. Groups and Representations, J. L. Alperin et Rowen B. Bell
- 163. Permutation Groups, John D. Dixon et Brian Mortimer
- 164. Additive Number Theory I, Melvyn B. Nathanson  (ISBN 0-387-94656-X)
- 165. Additive Number Theory II, Melvyn Nathanson  (ISBN 0-387-94655-1)
- 166. Differential Geometry, R. W. Sharpe et Shiing-Shen Chern
- 167. Field and Galois Theory, Patrick Morandi
- 168. Combinatorial Convexity and Algebraic Geometry, Günter Ewald
- 169. Matrix Analysis, Rajendra Bhatia
- 170. Sheaf Theory, Glen E. Bredon
- 171. Riemannian Geometry, Peter Petersen
- 172. Classical Topics in Complex Function Theory, Reinhold Remmert
- 173. Graph Theory, Reinhard Diestel [détail des éditions]
- 174. Foundations of Real and Abstract Analysis, Douglas S. Bridges
- 175. An Introduction to Knot Theory, W. B. Raymond Lickorish
- 176. Riemannian Manifolds, John M. Lee  (ISBN 978-3-319-91754-2)
- 177. Analytic Number Theory , Donald J. Newman
- 178. Nonsmooth Analysis and Control Theory, Francis H. Clarke, Yu. S. Ledyaev, R. J. Stern et al.
- 179. Banach Algebra Techniques in Operator Theory, Ronald G. Douglas
- 180. A Course on Borel Sets, S. M. Srivastava
- 181. Numerical Analysis, Rainer Kress
- 182. Ordinary Differential Equations, Wolfgang Walter (en)
- 183. An Introduction to Banach Space Theory, Robert E. Megginson
- 184. Modern Graph Theory, Béla Bollobás
- 185. Using Algebraic Geometry, David A. Cox, John Little et Donal O'Shea
- 186. Fourier Analysis on Number Fields, Dinakar Ramakrishnan et Robert J. Valenza
- 187. Moduli of Curves, Joe Harris et Ian Morrison
- 188. Lectures on the Hyperreals, Robert Goldblatt
- 189. Lectures on Modules and Rings, T. Y. Lam
- 190. Problems in Algebraic Number Theory, M. Ram Murty et Jody Esmonde
- 191. Fundamentals of Differential Geometry, Serge Lang
- 192. Elements of Functional Analysis, Francis Hirsch et Gilles Lacombe
- 193. Advanced Topics in Computational Number Theory, Henri Cohen, 2000  (ISBN 0-387-98727-4)
- 194. One-Parameter Semigroups for Linear Evolution Equations, Klaus-Jochen Engel et Rainer Nagel
- 195. Elementary Methods in Number Theory, Melvyn B. Nathanson
- 196. Basic Homological Algebra, M. Scott Osborne
- 197. The Geometry of Schemes, David Eisenbud et Joe Harris
- 198. A Course in p-adic Analysis, Alain M. Robert (en)
- 199. Theory of Bergman Spaces, Haakan Hedenmalm, Boris Korenblum et Kehe Zhu
- 200. An Introduction to Riemann-Finsler Geometry, David Bao, Shiing-Shen Chern et Zhongmin Shen
- 201. Diophantine Geometry, Marc Hindry et Joseph H. Silverman, 2000  (ISBN 978-0-387-98975-4)
- 202. Introduction to Topological Manifolds, John M. Lee
- 203. The Symmetric Group, Bruce E. Sagan
- 204. Galois Theory, Jean-Pierre Escofier [détail des éditions]
- 205. Rational Homotopy Theory, Yves Félix, Stephen Halperin et Jean-Claude Thomas, 2000  (ISBN 978-0-387-95068-6)
- 206. Problems in Analytic Number Theory, M. Ram Murty, 2001  (ISBN 978-0-387-95143-0)
- 207. Algebraic Graph Theory, Chris Godsil (en) et Gordon Royle, 2001  (ISBN 978-0-387-95241-3)
- 208. Analysis for Applied Mathematics, Ward Cheney (en), 2001  (ISBN 978-0-387-95279-6)
- 209. A Short Course on Spectral Theory, William Arveson, 2002  (ISBN 978-0-387-95300-7)
- 210. Number Theory in Function Fields, Michael Rosen, 2002  (ISBN 978-0-387-95335-9)
- 211. Algebra, Serge Lang [détail des éditions]
- 212. Lectures on Discrete Geometry, Jiří Matoušek [détail des éditions]
- 213. From Holomorphic Functions to Complex Manifolds, Klaus Fritzsche et Hans Grauert
- 214. Partial Differential Equations, Jürgen Jost, 2002  (ISBN 978-0-387-95428-8)
- 215. Algebraic Functions and Projective Curves, David M. Goldschmidt (de), 2003  (ISBN 978-0-387-95432-5)
- 216. Matrices, Denis Serre, 2002  (ISBN 978-0-387-95460-8)
- 217. Model Theory: An Introduction, David Marker, 2002  (ISBN 978-0-387-98760-6)
- 218. Introduction to Smooth Manifolds, John M. Lee, 2003  (ISBN 978-0-387-95448-6)
- 219. The Arithmetic of Hyperbolic 3-Manifolds, Colin Maclachlan et Alan W. Reid, 2003  (ISBN 978-0-387-98386-8)
- 220. Smooth Manifolds and Observables, Jet Nestruev, 2003  (ISBN 978-0-387-95543-8), 2e édition 2020  (ISBN 978-3-030-45649-8)
- 221. Convex Polytopes, Branko Grünbaum, 2003  (ISBN 0-387-00424-6)
- 222. Lie Groups, Lie Algebras, and Representations, Brian C. Hall, 2003  (ISBN 978-0-387-40122-5)
- 223. Fourier Analysis and its Applications, Anders Vretblad, 2003  (ISBN 978-0-387-00836-3)
- 224. Metric Structures in Differential Geometry, Gerard Walschap, 2004  (ISBN 978-0-387-20430-7)
- 225. Lie Groups, Daniel Bump, 2004  (ISBN 978-0-387-21154-1)
- 226. Spaces of Holomorphic Functions in the Unit Ball, Kehe Zhu, 2005  (ISBN 978-0-387-22036-9)
- 227. Combinatorial Commutative Algebra, Ezra Miller et Bernd Sturmfels, 2005  (ISBN 978-0-387-22356-8)
- 228. A First Course in Modular Forms, Fred Diamond et Jerry Shurman, 2006  (ISBN 978-0-387-23229-4)
- 229. The Geometry of Syzygies, David Eisenbud, 2005  (ISBN 978-0-387-22215-8)
- 230. An Introduction to Markov Processes, Daniel W. Stroock, 2005  (ISBN 978-3-540-23499-9)
- 231. Combinatorics of Coxeter Groups, Anders Björner et Francisco Brenti, 2005  (ISBN 978-3-540-44238-7)
- 232. An Introduction to Number Theory, Graham Everest et Thomas Ward (en), 2005  (ISBN 978-1-85233-917-3)
- 233. Topics in Banach Space Theory, Fernando Albiac et Nigel J. Kalton, 2006  (ISBN 978-0-387-28141-4)
- 234. Analysis and Probability - Wavelets, Signals, Fractals, P. E. T. Jorgensen, 2006  (ISBN 978-0-387-29519-0)
- 235. Compact Lie Groups, Mark R. Sepanski, 2007  (ISBN 978-0-387-30263-8)
- 236. Bounded Analytic Functions, John B. Garnett, 2007  (ISBN 978-0-387-33621-3)
- 237. An Introduction to Operators on the Hardy-Hilbert Space, Rubén A. Martinez-Avendano et Peter Rosenthal, 2007  (ISBN 978-0-387-35418-7)
- 238. A Course in Enumeration, Martin Aigner, 2007  (ISBN 978-3-540-39032-9)
- 239. Number Theory - Volume I: Tools and Diophantine Equations, Henri Cohen, 2007  (ISBN 978-0-387-49922-2)
- 240. Number Theory - Volume II: Analytic and Modern Tools, Henri Cohen, 2007  (ISBN 978-0-387-49893-5)
- 241. The Arithmetic of Dynamical Systems, Joseph H. Silverman, 2007  (ISBN 978-0-387-69903-5)
- 242. Abstract Algebra, Pierre Antoine Grillet, 2007  (ISBN 978-0-387-71567-4)
- 243. Topological Methods in Group Theory, Ross Geoghegan, 2007  (ISBN 978-0-387-74611-1)
- 244. Graph Theory, J. A. Bondy et U. S. R. Murty, 2007  (ISBN 978-1-84628-969-9)
- 245. Complex Analysis: Introduced in the Spirit of Lipman Bers, Jane P. Gilman, Irwin Kra et Rubi E. Rodriguez, 2007  (ISBN 978-0-387-74714-9)
- 246. A Course in Commutative Banach Algebras, Eberhard Kaniuth, 2008  (ISBN 978-0-387-72475-1)
- 247. Braid Groups, Christian Kassel et Vladimir Turaev, 2008  (ISBN 978-0-387-33841-5)
- 248. Buildings Theory and Applications, Peter Abramenko et Kenneth S. Brown, 2008  (ISBN 978-0-387-78834-0)
- 249. Classical Fourier Analysis, Loukas Grafakos, 2008  (ISBN 978-0-387-09431-1)
- 250. Modern Fourier Analysis, Loukas Grafakos, 2008  (ISBN 978-0-387-09433-5)
- 251. The Finite Simple Groups, Robert A. Wilson et Christopher W. Parker, 2009  (ISBN 978-1-84800-987-5)
- 252. Distributions and Operators, Gerd Grubb, 2009  (ISBN 978-0-387-84894-5)
- 253. Elementary Functional Analysis, Barbara D. MacCluer, 2009  (ISBN 978-0-387-85528-8)
- 254. Algebraic Function Fields and Codes, Henning Stichtenoth, 2009  (ISBN 978-3-540-76877-7)
- 255. Symmetry, Representations, and Invariants, Roe Goodman et Nolan R. Wallach, 2009  (ISBN 978-0-387-79851-6)
- 256. A Course in Commutative Algebra, Gregor Kemper, 2010  (ISBN 978-3-642-03544-9)
- 257. Deformation Theory, Robin Hartshorne, 2010  (ISBN 978-1-4419-1595-5)
- 258. Foundations of Optimization in Finite Dimensions, Osman Güler, 2010  (ISBN 978-0-387-34431-7)
- 259. Ergodic Theory, Thomas Ward et Manfred Einsiedler, 2010  (ISBN 978-0-85729-020-5)
- 260. Monomial Ideals, Jürgen Herzog, 2010  (ISBN 978-0-85729-105-9)
- 261. Probability and Stochastics, Erhan Çinlar (en), 2011  (ISBN 978-0-387-87858-4)
- 262. Essentials of Integration Theory for Analysis, Daniel W. Stroock, 2012  (ISBN 978-1-4614-1134-5), 2e édition 2021  (ISBN 978-3-030-58478-8)
- 263. Analysis on Fock Spaces, Kehe Zhu, 2012  (ISBN 978-1-4419-8800-3)
- 264. Functional Analysis, Calculus of Variations and Optimal Control, F. H. Clarke, 2013  (ISBN 978-1-4471-4819-7)
- 265. Unbounded Self-adjoint Operators on Hilbert Space, Konrad Schmüdgen, 2012  (ISBN 978-94-007-4752-4)
- 266. Calculus without Derivatives, Jean-Paul Penot, 2012  (ISBN 978-1-4614-4537-1)
- 267. Quantum Theory for Mathematicians, Brian C. Hall, 2013  (ISBN 978-1-4614-7115-8)
- 268. Geometric Analysis of the Bergman Kernel and Metric, Steven G. Krantz, 2013  (ISBN 978-1-4614-7923-9)
- 269. Locally Convex Spaces, M. Scott Osborne, 2014  (ISBN 978-3-319-02044-0)
- 270. Fundamentals of Algebraic Topology, Steven H. Weintraub, 2014  (ISBN 978-1-49391843-0)
- 271. Integer Programming, Michelangelo Conforti, Giacomo Zambelli, Gérard Cornuéjols, 2014  (ISBN 978-3-319-11007-3)
- 272. Operator Theoretic Aspects of Ergodic Theory, Tanja Eisner, Bálint Farkas, Markus Haase et Rainer Nagel, 2015  (ISBN 978-3-319-16897-5)
- 273. Homotopical Topology, Anatoly Fomenko et Dmitry Fuchs, 2016  (ISBN 978-3-319-23487-8)
- 274. Infinite-dimensional Lie Groups. General Theory and Main Examples, Helge Glöckner et Karl-Hermann Neeb, 2016  (ISBN 978-0-387-09444-1)
- 275. Differential Geometry - Connections, Curvature, and Characteristic Classes, Loring W. Tu, 2017  (ISBN 978-3-319-55082-4)
- 276. Functional Analysis, Spectral Theory, and Applications, Manfred Einsiedler et Thomas Ward, 2017  (ISBN 978-3-319-58539-0)
- 277. The Moment Problem, Konrad Schmüdgen, 2017  (ISBN 978-3-319-64545-2)
- 278. Modern Real Analysis, William P. Ziemer, 2017, 2e éd.  (ISBN 978-3-319-64628-2)
- 279. Binomial Ideals, Jürgen Herzog, Takayuki Hibi, Hidefumi Ohsugi, 2018  (ISBN 978-3-319-95347-2)
- 280. Introduction to Real Analysis, Christopher Heil, 2019  (ISBN 978-3-030-26901-2)
- 281. Intersection Homology & Perverse Sheaves – with Applications to Singularities, Laurenţiu G. Maxim, 2019  (ISBN 978-3-030-27643-0)
- 282. Measure, Integration & Real Analysis, Sheldon Axler, 2019  (ISBN 978-3-030-33142-9)
- 283. Basic Representation Theory of Algebras, Ibrahim Assem, Flávio U. Coelho, 2020  (ISBN 978-3-030-35117-5)
- 284. Spectral Theory – Basic Concepts and Applications, David Borthwick, 2020  (ISBN 978-3-030-38001-4)
- 285. An Invitation to Unbounded Representations of ∗-Algebras on Hilbert Space, Konrad Schmüdgen, 2020  (ISBN 978-3-030-46365-6)
- 286. Lectures on Convex Geometry, Daniel Hug, Wolfgang Weil, 2020  (ISBN 978-3-030-50179-2)
- 287. Explorations in Complex Functions, Richard Beals, Roderick S. C. Wong, 2021  (ISBN 978-3-030-54532-1)  (ISBN 978-3-030-54535-2)
- 288. Quaternion Algebras, John Voight, 2021  (ISBN 978-3-030-56692-0)
- 289. Ergodic Dynamics – From Basic Theory to Applications, Jane Hawkins, 2021  (ISBN 978-3-030-59241-7)
- 290. Lessons in Enumerative Combinatorics, Ömer Eğecioğlu, Adriano M. Garsia, 2021  (ISBN 978-3-030-71249-5)
- 291. Mathematical Logic, Heinz-Dieter Ebbinghaus, Jörg Flum, Wolfgang Thomas, 2021  (ISBN 978-3-030-73838-9)
- 292. Random Walk, Brownian Motion, and Martingales, Rabi Bhattacharya, Edward C. Waymire, 2021  (ISBN 978-3-030-78937-4)
- 293. Stationary Processes and Discrete Parameter Markov Processes, Rabi Bhattacharya, Edward C. Waymire, 2022  (ISBN 978-3-031-00941-9)
- 294. Partial Differential Equations – An Introduction to Analytical and Numerical Methods, Wolfgang Arendt, Karsten Urban, 2023  (ISBN 978-3-031-13378-7)
- 295. Measure Theory, Probability, and Stochastic Processes, Jean-François Le Gall, 2022  (ISBN 978-3-031-14204-8)
- 296. Drinfeld Modules, Mihran Papikian, 2023  (ISBN 978-3-031-19706-2)
- 297. Random Walks on Infinite Groups, Steven P. Lalley, 2023  (ISBN 978-3-031-25631-8)
- 298. More Explorations in Complex Functions, Richard Beals , Roderick S.C. Wong, 2023  (ISBN 978-3-031-28287-4)
- 299. Continuous Parameter Markov Processes and Stochastic Differential Equations, Rabi Bhattacharya, Edward C. Waymire, 2023  (ISBN 978-3-031-33294-4)
- 300. An Introduction to Automorphic Representations – With a view toward trace formulae, Jayce R. Getz, Heekyoung Hahn, 2024  (ISBN 978-3-031-41151-9)